# 자본주의의 역사
자본주의의 역사(資本主義歷史, 영어: history of capitalism)는 과거로부터 현대에 이르기까지 자본주의의 발전 과정에 대해 서술한다. 지난 500년의 역사는 자본주의의 다양한 형태의 발전과 관련이 있다. 다양한 방법으로 다양한 규모로 축적된 자본은 부와 경제력의 많은 변화와 관련이 있다. 자본주의는 점차 전 세계적으로 지배적인 경제 체제가 됐다.

## 역사 편찬
자본주의의 등장부터, 발전, 확산까지 역사학자들 사이에서 광범위한 연구와 논쟁의 주제다. 이러한 논쟁은 가끔 주요 문제에 대한 구체적인 역사적 자료를 어떤 식으로 활용할까에 집중한다. 논쟁의 주요 매개변수는 이것들이다:자본주의가 인간의 본성에서 비롯되는 것인지, 특정 역사적 상황에서 나타난 것인지의 정도; 자본주의의 기원이 시장과 상업에서 발생하는 것인지, 아니면 농지 소유권과 관련됐는지; 계급 갈등의 역할; 국가의 역할; 자본주의가 유럽적 혁신의 특징으로서의 여부; 유럽 제국주의와의 관계; 기술적 변화가 자본주의의 원동력인지 혹은 단지 부가적인 부산물에 불과한지; 인간 사회를 조직하는 가장 의미있는 방법인지 여부다.
자본주의 관련 역사학문은 크게 2개로 나뉜다. 1 번째는 18세기 경제학자 애덤 스미스를 기반으로 하는 경제적 자유주의 와 관련된다. 두 번째는 마르크스주의 와 연관되어 있으며, 19세기 경제학자 카를 마르크스로부터 좋은 영감을 받았다.
자유주의자들은 자본주의를 수천 년 동안 증거로 남은 자연스러운 인간 행동으로 바라보며, 인간의 복지를 증진시키는 가장 효과적인 방법이라고 여긴다. 그들은 자본주의가 거래와 상업에서 기원하며, 사람들이 기업가 정신을 발휘할 수 있게 해준다고 보고 있다.
마르크스주의자들은 자본주의에 대해 산업혁명의 시작과 봉건 주의의 소멸에 따른 결과로 탄생한 부르주아와 프롤레타리아가 참여하는 독특한 생산 양식으로 인지하며, 수천 년 동안 존재해온 인간 본성 중 하나라는 인식을 받아들이지 않는다.

### 태생
자본주의의 기원은 많은 논쟁거리를 불러 일으켰으며,(또 자본주의가 어떻게 정의하는가에 따라 다른 해석이 있을 수 있다.) 고전적인 18세기 자유주의 경제사상에서 유래했던, 전통적인 설명은 '상업화 모델'이다. 이 모델에서 자본주의는 거래에서 기원한 것으로 본다. 이 관점에서, 자본주의는 상인들이 축적한 충분한 부('원시 자본'이라고도 함)를 투자하여 점진적으로 생산성이 높은 기술을 개발함과 동시에 이전의 거래부터 발전한 것으로 파악한다. 이는 자본주의를 거래의 연속으로 보며, 부분적으로 도시화에 의해 사람들의 타고난 기업가 정신이 봉건제의 제약에서 해방되었을 때 발생한다. 이로 인해 자본주의의 기원은 중세 서구에서 실시된 초기 형태의 상인 자본주의로 거슬러 올라가게 된다.

#### 다른 보기
'상업화 모델'에 겨루는 경쟁적인 모델은 '농업모델'이다. 이것은 영국 농지주의의 독특한 상황으로 인해 자본주의가 나타났다는 것을 설명한다. 이 모델을 통해 보는 증거는, 전통적인 상업주의는 생산 투자가 아니라 싼 곳에서 비싼 곳으로 상품의 이동에 주목을 한다. 또한 자본주의 생산의 출현 없이 많은 문화(초기 현대의 네덜란드 공화국 포함)가 도시화와 상인에 의해 부를 보기도 했다.
농업 논쟁은 특히 칼 폴라니의 거대한 변환(1944), 모리스 돕의 자본주의 발전 연구(1946), 그리고 브레너 논쟁으로 알려진 로버트 브레너의 1970년대 연구를 통해 특히 개발된 농지론 주장, 노르만 정복 이후, 영국은 예외적으로 중앙집권화됐다. 이것은 귀족들에게 정치적 수단(특히 폭력의 위협)을 통해 농민들로부터 상대적으로 제한된 부를 추출하는 권력을 갖게 했다. 영국의 중앙집권화는 또한 특이한 수의 영국 농부들이 소작농(그들 자신의 땅을 가지고 있고 따라서 생계에 직접 접근할 수 있음)이 아니라 소작농(그들의 땅을 임대함)이 되는 것을 일으켰다. 이러한 상황은 임대 시장을 만들었다. 부동산 소유자들은 다른 부와 재산을 추출할 방법이 없어서 가장 많은 돈을 지불할 수 있는 소작인들에게 땅을 임대하는 것을 선호하게 되었으며, 그들은 토지 이용 기간에 대한 보호 없이 경쟁 시장에서 빌리기 위해 가능한 한 생산적으로 농사를 지으려는 동기를 갖게 됐다. 이러한 상황은 성공한 소작농들이 농업 자본가가 되는 파급 효과로 이어졌다. 성공하지 못한 소작농들은 살기 위해 노동력을 팔아 임금 노동자가 됐다. 이로 인해 지적재산권의 사유화와 공유지의 임대가 촉진됐으며, 특히 땅의 통제와 관련된 인클로저 운동을 통해 나타났다. 이러한 관점에서 볼 때 자본주의의 초기 발전을 이끈 주체는 상인이나 제조업자가 아니라 사회적 재산 관계의 변화에 기인한 것으로 판단된다. 이 변화는 주로 시골 지역에서 발생했으며, 영국의 무역과 산업의 변화는 영국의 자본주의로의 전환보다는 원인 이상의 결과를 낳았다.

### 21세기 학문
21세기는 자본주의의 역사에 대한 재조명이 있었고, "자본주의의 역사"는 역사학과 과정을 포함하여 그 자체로 하나의 분야가 됐다. 2000년대 하버드 대학은 미국 자본주의 연구 프로그램을 설립했고, 코넬 대학교는 자본주의 역사 이니셔티브를 설립했으며, 콜롬비아 대학 출판부는 '미국 자본주의 역사에 관한 연구'라는 모노그래프 시리지를 시작했다. 여기에는 보험, 은행 및 규제, 정치적 차원, 중산층, 빈곤층, 여성 및 소수에 대한 영향과 같은 주제를 포함한다. 이러한 계획들은 이전에 환대 받지 못했던 인종, 성별, 성에 대한 질문들을 자본주의 역사에 통합한다. 그들은 2007-2008년의 금융 위기 와 그와 관련된 대공황의 여파 로 성장했다.
클렘슨 자본주의 연구소와 같이 부분적으로 자유 시장 싱크 탱크에 의해 관리되는 일부 교육 기관은 인종, 성별 또는 섹슈얼리티가 자본주의와 중요한 관계가 있다는 개념을 거부하고 대신 다음을 보여주려고 한다. 특히 자유방임 자본주의는 정의로운 사회의 도덕적 토대를 제공하고 모든 사람들에게 가장 많은 경제적 기회를 제공한다.

## 농업 자본주의

### 14세기의 위기

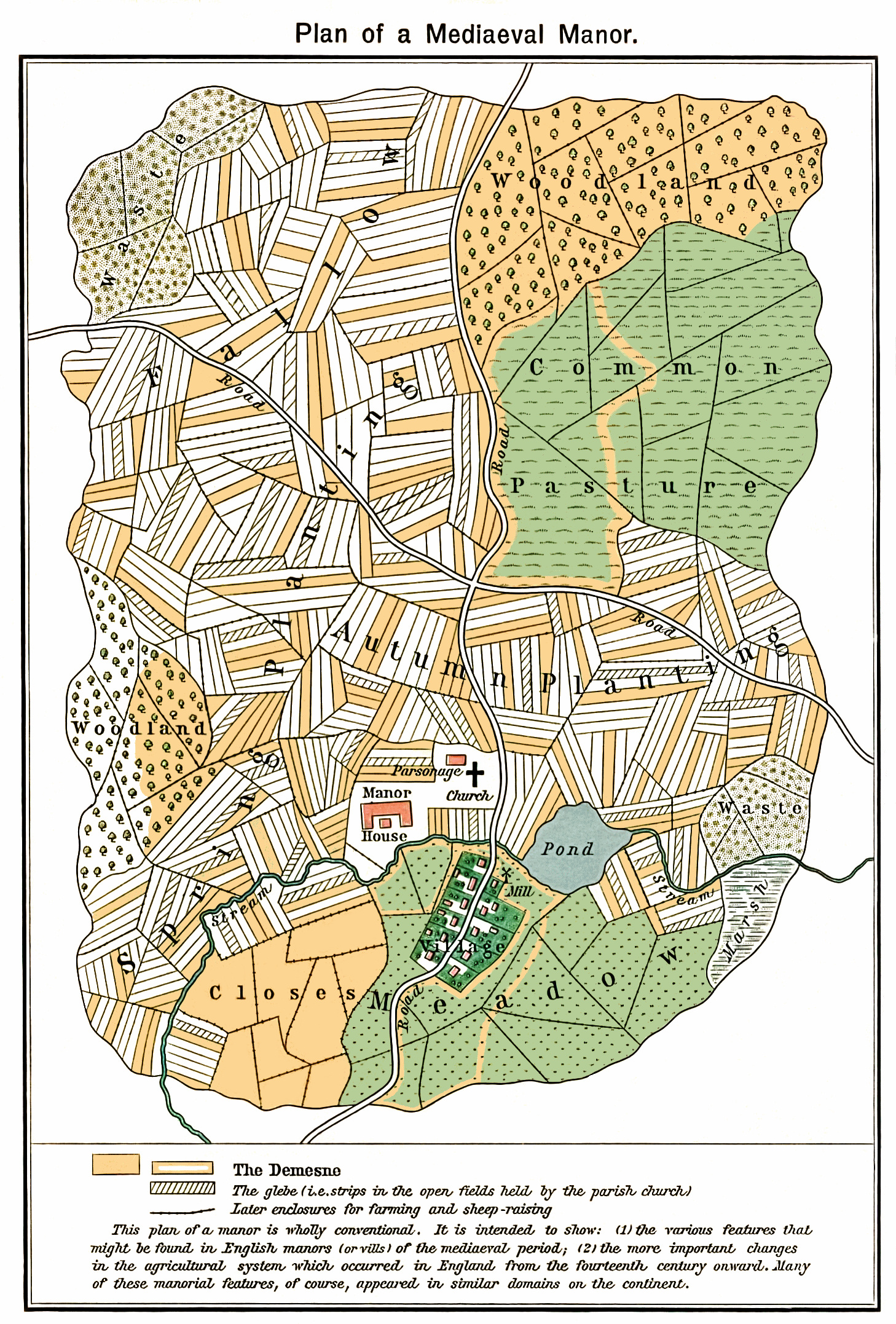
중세 저택의 지도이다.

일부 역사학자들은, 현대적인 자본주의 체제가 '중세 후기의 위기'에서 나타났다고 주장했다. 이는 지주 계급과 농업 생산자, 즉 농노들 간의 대립에서 비롯된 것이다. 장원 제도는 여러 방식으로 자본주의의 발전을 억제했다. 농노들은 영주들을 위해 생산의 의무를 지니고 있어 기술 혁신에 관심이 없었으며, 가족 지탱을 위해 생산을 하므로 서로 협력하거나 협동하는 등 도울 이유가 없었다. 토지 소유자들은 충분한 식량을 얻기 위해 무력을 사용했다. 그들은 시장에서 판매를 위해 생산하지 않았으므로 혁신을 위한 경쟁적 압력도 없었다. 마지막으로, 영주들은 군사적 수단으로 권력과 부를 확장하기 때문에 다른 영주와의 동맹을 이끄는 데 도움이 되는 군사 장비나 과시적인 소비에 자신들의 경제를 소비했다. 그들은 새로운 생산적 기술을 개발하는 데 투자할 동기가 없었다.
14세기 인구 위기는 해당 논의를 뒤집었다. 이 위기에 대해 몇 개의 이유가 있다. 농업 생산성이 기술적 한계에 도달해 성장을 멈췄고, 나쁜 날씨는 1315~1317년의 대기근을 이끌었으며, 1348~1350년의 흑사병은 인구 감소를 야기했다. 이러한 요인들은 농업 생산의 감소로 이어졌다. 이에 맞서, 봉건 영주들은 전쟁을 통해 자신들의 영토를 확장함으로써 농업 생산을 확대하려고 했다. 따라서 군사 비용의 지불을 위해 농노들에게 더 많은 공물을 요구하게 됐다. 영국에서는 많은 농노들이 반란을 일으켰다. 어떤 이들은 도시로 이주했고, 어떤 이들은 땅을 샀으며, 어떤 이들은 그들의 땅을 다시 채우기 위해 영주로부터 땅을 임대하는 유리한 계약을 맺다.
영국의 영주권 제도의 하락은 농지를 자유롭게 시장 거래를 할 수 있는 소작농의 계급을 확장시켰고, 동시에 새로운 기술에 대한 투자 동기를 갖게 했다. 영주들은 농지 임대인에게 의지하고 싶지 않았다면 소작농들을 매수하거나 내쫓을 수 있었지만, 그러면 노동력을 고용해야 했고, 이는 노동자들이 자유롭게 구직할 수 있는 계기를 마련했다. 농지 임대인들은 노동자들을 고용하는 것으로 농지에 투자하는 동기를 얻게 되었고, 자본 재생산을 위해 노동자들의 노동력을 구매하는 금전, 생산수단, 생활수단의 소유자를 이용해 자신이 가지고 있는 가치의 합을 키우려는 의지가 보였다. 다른 종류의 사람들은 자기 노동력을 판매하는 자유로운 노동자들이었다. 그들은 생산수단의 일부미만이었으며, 농지나 돈 같은 생산수단을 현재 우리가 "자본"이라고 부르는 것으로 변환할 수 있는 생산수단도 안타깝게 소유하지 않았다. 마르크스는 이 시기를 "자본주의의 선사 시대"라고 불렀다.
사실, 중세 유럽부터 16세기까지의 기간 동안 봉건제는 자본주의의 선구자인 중상주의가 발전하는 데 무조건적인 기반이 됐다. 봉건 밭들은 원리에 적응하기 위해, 하지만 새로운 기술과 발견, 특히 농업과 탐험의로부터의 발전이 상대적으로 자본주의의 성장을 촉진했다. 봉건제의 종말에서 가장 중요한 발전은 '로버트 디건'이 "임금 노동자와 자본주의 상인 사이의 이분법적 구조"라고 부르는 것이었다. 경쟁적인 성격 때문에 언제나 승자와 패자가 있었으며, 즉 봉건제도가 중상주의로 진화함에 따라 분명해졌다. 이는 자본재 및 투자의 사적 혹은 기업 소유, 사적 결정에 따른 투자, 가격, 생산 및 상품 분배가 주로 자유 시장 경쟁에서 결정되는 경제 체제인 중상주의로 특징 지어졌다.

### 울로 둘러싼 땅

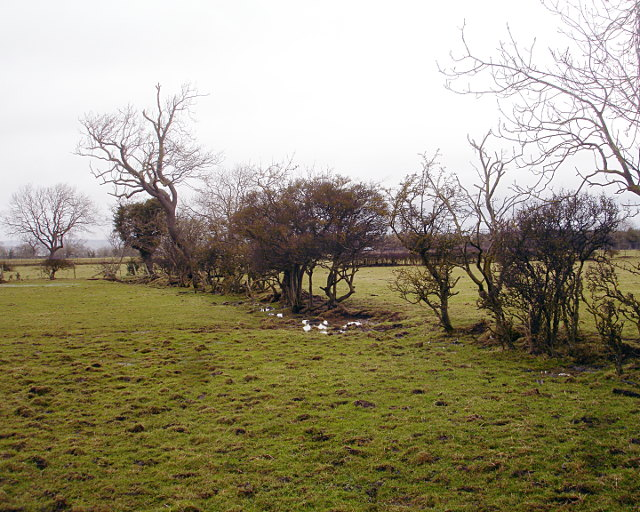
쇠퇴 울타리는 의회 법에 의해 만들어진 직선 필드 경계선을 표시한다.

16세기 영국은 이미 중세 유럽의 많은 봉건제가 소멸한 상황으로, 중앙집권화된 국가였다. 이러한 중앙집권화는 좋은 도로 시스템과 비례 없이 큰 수도인 런던에 의해서 더욱 커졌다. 수도는 영국 전역의 중앙 시장 역할을 하며, 대륙의 대부분 지역에서 획기적으로 분산됐던 봉건 소유권과 국내 시장을 형성했다. 농업 시스템의 경제적 기반 역시 크게 벗어나기 시작했다. 봉건 제도의 땅은 점점 적은 수의 대지주들에게 집중돼 큰 부지를 보유할 수도 있다. 해당 시스템은 대지주와 농민 양측 모두의 이익 창출을 위해 농업 생산성을 증대시키도록 압박을 가했다. 귀족층의 힘은 농민의 과잉 생산물을 추출하기 위한 채굴력이 약화되어 더 나은 방법을 시도하도록 만들었으며, 농민들은 점점 경쟁적인 노동 시장에서 실패하지 않기 위해 자신들의 방법을 개선할 근거를 가졌다. 땅 임대료는 예전에 있었던 관습과 봉건 의무의 불변 시스템에서 벗어나 경제 시장의 다이렉트적인 영향을 받는 형태로 변화하고 있다.
이러한 변화 과정의 중요한 시각은 농민들이 건초를 위해 목초지를 베고 가축을 방목하는 것과 같은 전통적인 권리를 가진 개방된 들판 시스템에서 이전에 보유했던 공유지의 폐쇄였다. 폐쇄된 후, 토지의 사용은 소유자에게만 허용되지 않았고, 그것은 공유지가 이제는 아니라고 할 수 있다. 폐쇄는 16세기 동안 영국 농업 전반적으로 광범위로 변했다. 19세기까지, 폐쇄되지 않은 공유지는 주로 산악 지역의 거친 목초지와 비교적 작은 저지대로 제한되기도 했다.
마르크스주의 및 신마르크스주의 역사학자들은 부유한 토지를 갖고 있는 사람들이 국가의 통제력을 이용해 공공의 땅을 자신들의 이익을 위해 독점했다고 주장한다. 이것은 영국 북부에서 발전하고 있는 새로운 산업에 필요한 노동력을 제공하고, 이를 통해 노동계급이 생겨나게 됐다. 예를 들어, "농업에서 1760년~1820년 사이에 마을마다 공유 지적권이 사라지는 대규모한 폐쇄의 시기였다." "인클로저(모든 정교함이 허용될 때)는 충분히 명백한 계급 강탈 사례였다." 인류학자 제이슨 히켈은 이런 과정이 수많은 농민 반란을 일으켰으며, 그중 폭력적인 억압과 처형으로 절정에 달했던 케트의 난과 미들랜드 난이 포함돼 있다고 지적한다.
다른 학자들 은 유럽 농민 중 비교적 부유한 계층이 자급자족 농업의 영구적인 빈곤에서 벗어나기 위해 독창적으로 토지 개간을 촉진하고 참여했다고 주장한다. "우리는 토지 개발의 결과로 일어난 발전을 개발 과정의 훨씬 더 광범위하고 복잡한 역사적 변화 과정의 결과로 해석해서는 안된다." "18세기와 19세기의 토지 개발의 영향은 심하게 과장됐다.. . . ."

## 상인 자본주의와 중상주의

### 선례

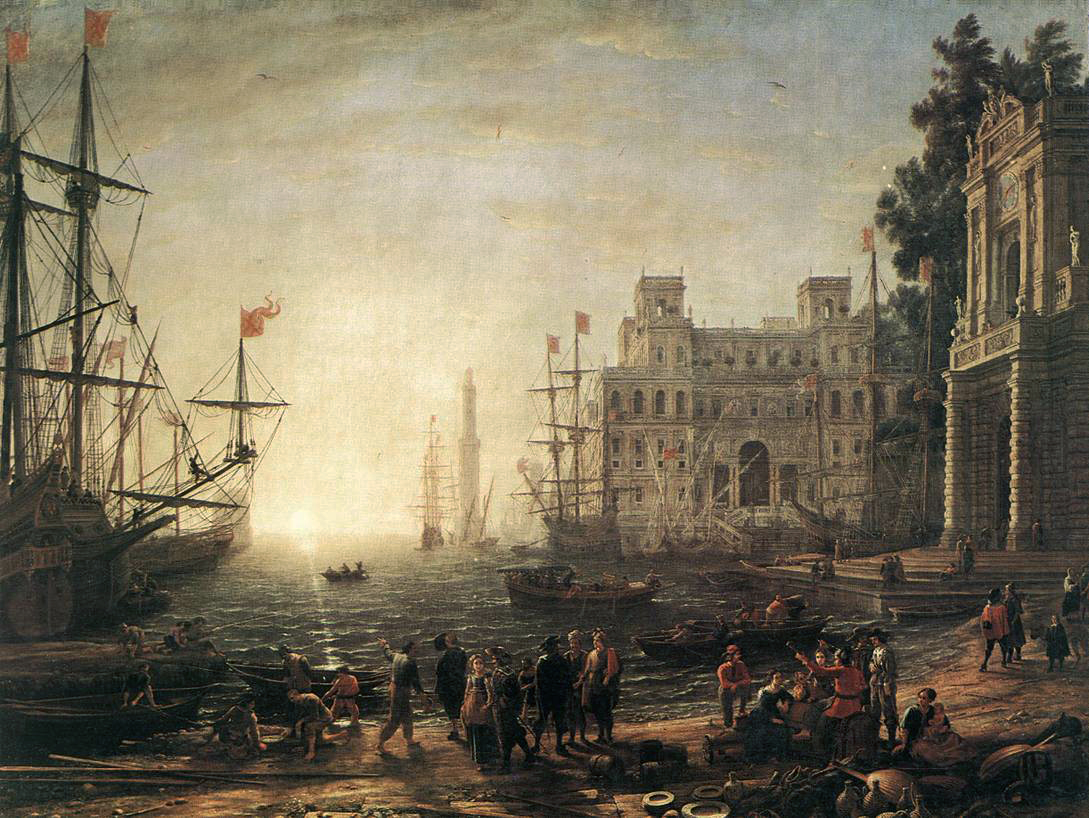
중상주의가 절정에 달했던 1638년 프랑스 항구 그림.

거래는 인류 역사의 초기부터 존재했으나 자본주의는 되지 않았다. 먼 거리의 이익을 추구하는 상인의 가장 오래된 기록은 기원전 2000년 메소포타미아에서 활동한 고대 아시리아 상인들로 거슬러 갈 수 있다. 로마 제국은 더 발전된 형태의 상업을 발전시켰고 비슷하게는 광범위한 네트워크가 이슬람 국가들에 했다. 하지만 자본주의는 중세 후기와 르네상스 시대에 유럽에서 구체화됐다.
상업의 초기 형태는 중세 후기에 이탈리아와 프랑스의 수도원 영지 그리고 이탈리아의 독립 도시 공화국에서 발생했다. 은행, 보험, 회계 및 다양한 생산 및 상업적 관행의 혁신은 검소함, 재투자, 도시 생활의 '정신'과 밀접하게 연결되어 다양한 태도를 촉진했다. 이러한 태도는 사회학자들이 주로 북유럽, 개신교 그리고 훨씬 후대와 연관시키는 경향이 있다. 도시 공화국은 제국과 교회로부터 정치적인 독립성을 유지했고, 북아프리카, 중동, 아시아와 거래를 해 동양의 관행을 도입했다. 이들은 스페인과 프랑스와 같은 절대주의 군주국들과는 크게 다른 모습이었으며, 시민의 자유에 강하게 연결되어 있기도 했다.

### 출현
근대 자본주의는 16~18세기 사이에 중상주의 혹은 상업 자본주의의 확립과 함께 근대 초기에 완전하게 나타났다. 중상주의적 관행에 대한 초기 증거는 근대 초기에 베니스, 제노바, 피사에서 지중해의 금괴 무역에 등장한다. 그러나 중상주의의 실제 탄생 지역은 대서양 이었다.

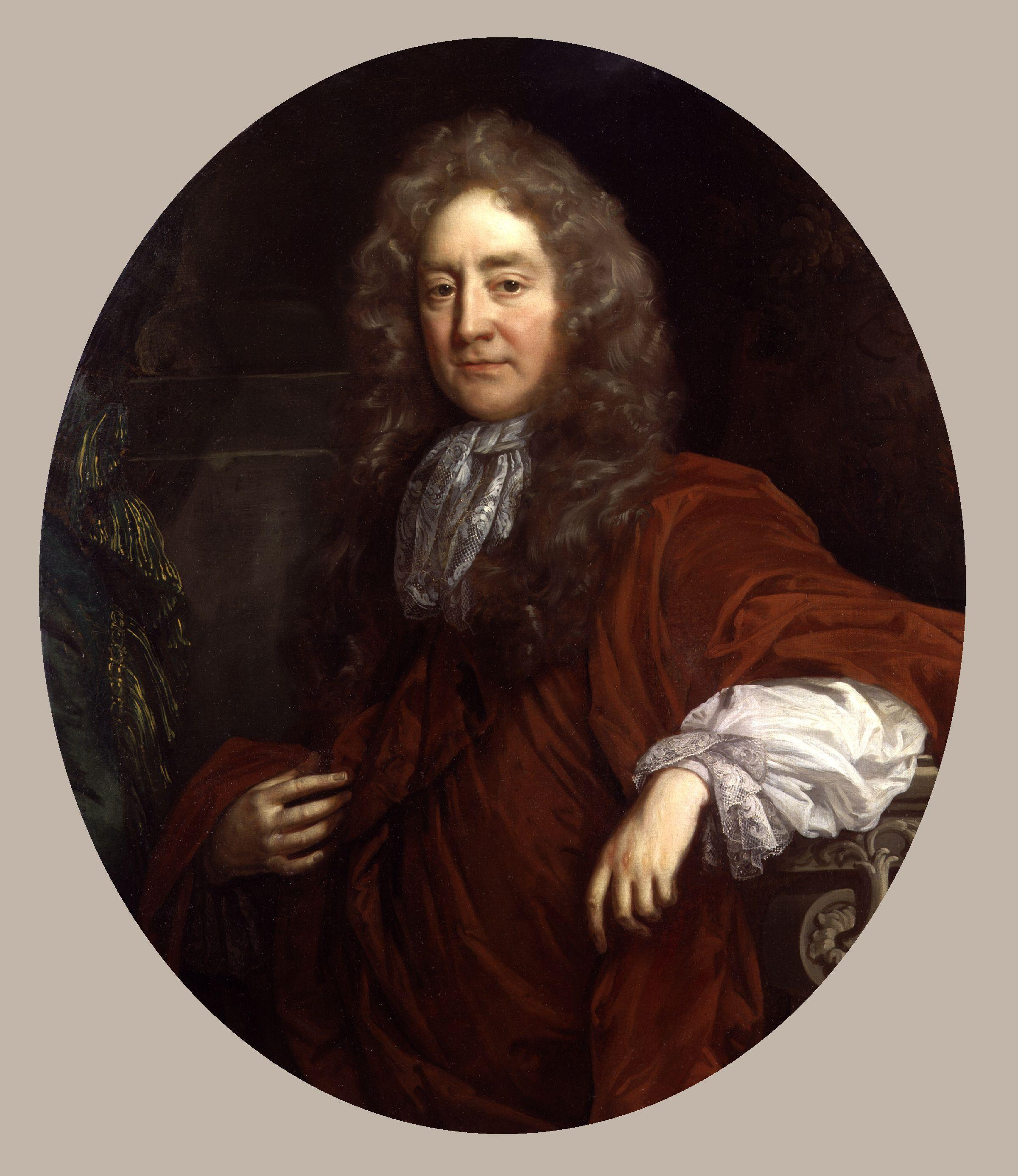
영향력 있는 중상주의 지지자 Sir Josiah Child. John Riley 의 그림.

영국은 엘리자베스 시대 중 대규모이면서 통합적인 관점에서 중앙주의를 접근하기 시작했다. 1549년, 이 영국 왕국의 공동 재산 담론에 국가 무역 균형에 대한 초기 성명이 등장했다. "우리는 낯선 사람들로부터 파는 것보다 더 많이 구매하지 않는다는 것을 항상 유념해야 한다. 우리는 그렇게 해야 하기 때문에 우리 자신을 가난하게 하고 그들을 풍요롭게 해야 한다."  이 시기에는 스페인의 무역에 대한 압박에 나서고 국내에서 금괴의 성장을 확장할 수 있는 해군과 상선을 개발하기 위한 엘리자베스 여왕 궁정의 다양하지만 종종 상충되는 노력을 특징으로 한다. 엘리자베스는 의회에서 무역과 항해법을 홍보했고 영국 선박의 보호와 증진을 위해 해군에 명령을 내렸다.
이러한 노력은 훨씬 더 크고 강력한 스페인 제국에 대항해 영국을 방어하는 데 충분한 국가 자원을 조직했으며, 19세기에 세계 제국을 건설할 수 있는 기반을 마련했다.  영국 중상주의 시스템을 확립한 가장 유명한 저자는 엘리자베스 체계를 처음으로 표현한 '제라드 드 멀린'과 토머스 먼을 포함한다. 후자의 '해외 무역에 의한 영국의 보물' 또는 '외국 무역의 균형' 은 무역 균형의 개념에 대한 체계적이고 일관성 있는 설명을 제공했다. ㄱ그것은 1620년대에 쓰여졌고 1664년에 출판됐다. 상업적 교리는 '조시아 차일드'에 의해 더욱 발전됐다. 많은 프랑스 작가들이 17세기 중상주의에 대한 프랑스 정책을 강화하는 것을 도왔다. 프랑스 중상주의는 장바티스트 콜베르 (1665–1683)에 의해 가장 잘 표현됐지만, 그의 정책은 나폴레옹 하에서 그의 정책이 크게 자유화됐다.

### 교리
중상주의에서, 유럽 상인들은 국가 통제, 보조금, 독점의 지원을 받아 상품을 사고 판매해 대부분의 이익을 창출했다. 프랜시스 베이컨의 말대로, 중상주의의 목적은 "상업의 개방과 균형, 제조업 육성, 게으름 제거, 제한적 소비를 위한 법규 제정, 토양 개선 및 경작, 가격 조정. . ." 등이었다. 비슷한 경제적 연대의 관행은 이전에 중세 도시들에서 시작됐다. 그러나 중상주의 하에서 절대주의의 동시대의 부상을 고려할 때, 국가는 경제의 규제자로서 지역 길드를 대체했다.

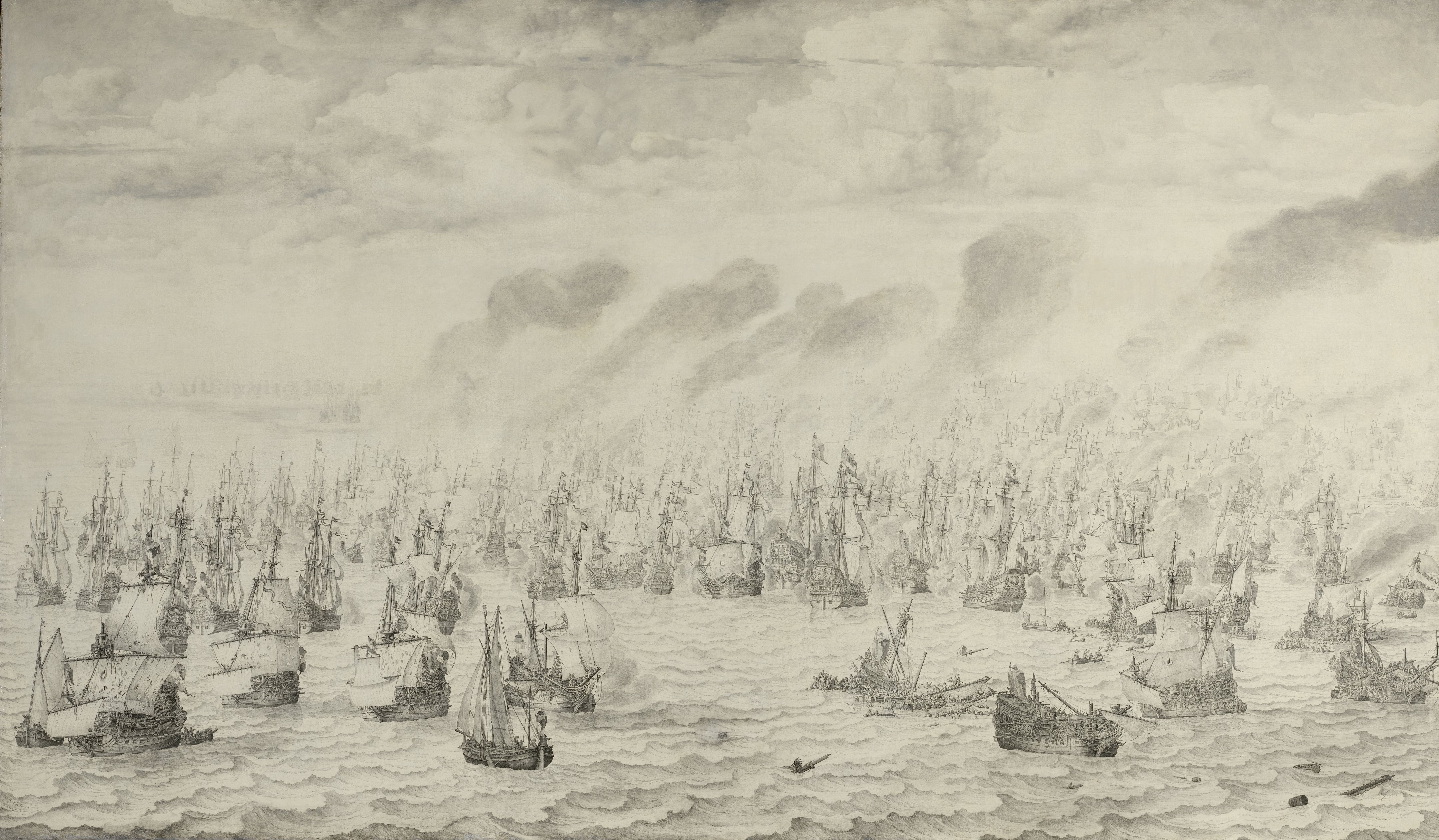
앵글로-네덜란드 전쟁은 바다와 무역로를 장악하기 위해 영국과 네덜란드 사이에 벌어졌다.

중상주의 이론의 주요 교리 중 하나는 귀금속 축적의 중요성을 강조하는 중금주의가 있다. 중상주의자들은 외국인들이 귀금속으로 나머지 값을 지불 할 수 있도록 국가가 수입하는 것보다 수출하는 상품의 양이 더 많아야 한다고 주장했다. 중상주의자들은 국내에서 얻을 수 없는 원료만을 수입해야 한다는 생각을 알렸다. 그들은 독점의 허가와 보호관세 부여와 같은 제도로 정부 보조금이 공산품의 국내 생산을 권장할 목적으로 필요하다는 생각을 홍보했다.
중상주의 옹호자들은 경쟁 정책의 주요 목적으로 국가 권력과 해외 정복을 강조했다. 중상주의자들에 따르면 만약 국가가 자체 원자재를 공급할 수 없는 경우, 그것들을 추출할 수 있는 식민지를 획득해야 한다. 식민지는 원자재 공급원일 뿐 아니라 제품의 시장이기도 했다. 국가에게 경쟁을 허용하고 중상주의자들을 돕는 것은 국가의 이익이 아니었기 때문에 식민지가 외국 세력과 제조 및 무역에 관여하는 것을 막아야 한다.
비록 상품들이 여전히 비자본주의적인 생산 방법에 의해 생산됐지만, 상업주의는 거래 이익을 위한 무역 체제를 갖췄다. 칼 폴라니는 중상주의의 다양한 자본주의 이전의 특징을 지적했고, "상업화의 모든 것을 가졌더라도, 상업주의는 생산의 두 가지 기본 요소인 '노동과 토지'상업의 요소가 되는 것으로부터 보호하는 안전장치를 결코 공격하지 않았다." 라고 주장했다. 그러므로 중상주의적 규제는 자본주의보다는 봉건주의에 유사하다고 할 수 있다. 폴라니는, "영국에서 경쟁적인 노동시장이 1834년이 되어서야 형성됐기 때문에 그 이전에 산업 자본주의 체제가 존재하기 어렵다."고 말했다.

### 공인 무역 회사

영국 동인도 회사 1801

머스코비 회사는 영국 최초의 주요 공인 주식무역 회사였다. 그것은 1555년에 영국과 모스크바 사이의 무역 독점으로 설립됐다. 1551년 리처드 챈슬러, 세바스찬 캐벗, 휴 월로비 경이 무역을 허용하기 위해 중국으로 가는 북동항로를 찾기 위해 설립한 뉴랜드로 가는 초기 상인 모험가 회사의 분파였다. 이것은 곧 영국, 네덜란드 공화국 및 기타 지역에서 번성하게 될 비즈니스 유형의 선구자였다.
영국 동인도 회사(1600년)와 네덜란드 동인도 회사(1602년)는 대형 국영 전세 무역 회사의 시대를 열었다. 이 회사들은 국가가 제공한 특허에 의해 부여된 무역 독점을 특징지었다. 국가로부터 특허받은 주식회사로 인정받은 이 회사들은 입법, 군사, 조약 체결 특권을 누렸다. 국가별로 식민지와 팽창력을 특징으로 하는 강력한 민족 국가들은 귀금속을 축적하기 위해 노력했고 군사적 충돌이 일어났다. 이 시대 동안, 그 이전에 스스로 무역을 했던 상인들은 투자 수익을 추구하기 위해 동인도 회사와 다른 식민지에 자본을 투자했다.

## 산업 자본주의

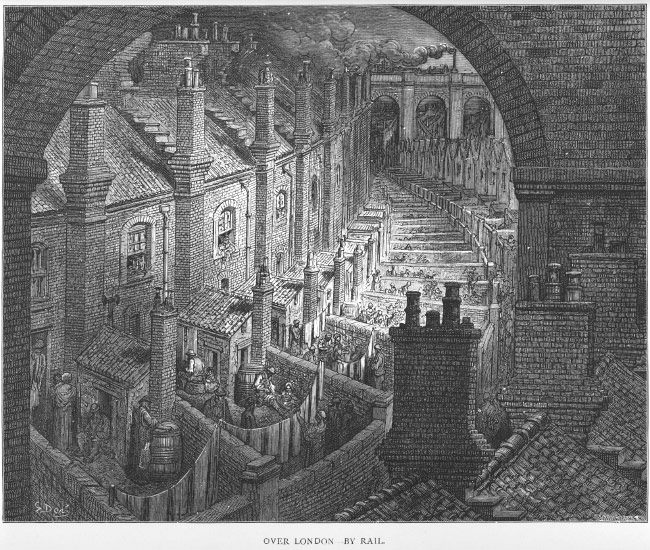
귀스타브 도레(Gustave Doré)의 19세기 판화는 런던의 산업 노동자들이 살았던 더럽고 과밀한 빈민가를 묘사했다.

애덤 스미스가 주도하는 새로운 경제 이론가 그룹이 세계의 부를 꾸준히 유지하고 한 국가가 다른 국가를 희생해야만 부를 늘릴 수 있다는 근본적인 중상주의 교리에 도전했던 18세기 중반 영국에서 쇠퇴했다. 하지만 상업주의는 프로이센과 러시아와 같이 훨씬 더 젊은 제조업 기반을 가진 덜 발달된 경제에서 지속됐다.
18세기 중반은 산업자본주의를 야기시켰다. 첫 번째, 자본주의의 상업적 단계 하에서 엄청난 자본의 축적과 기술에 대한 투자, 두 번째, 영국이 생계 목적의 농업에 다가가기 어려운 많은 사람들이 있다는 사실로 인해 가능했다. 마르크스가 18C 말부터 시작한 산업자본주의는 제조업의 공장 발전을 말했다. 그것은 작업 과정의 사이와 내부의 복잡한 노동분업화와 작업의 일상화를 특징으로 하고 있다. 산업자본주의는 결국 자본주의 생산 방식의 글로벌적인 지배를 완성했다.
결과적으로 산업 혁명이 일어나는 동안, 산업가는 자본주의 체제에서 지배적인 행위자로 상인을 대신했고, 이것은 장인, 길드, 직인의 전통적인 수공예 기술이 쇠퇴로 이어졌다. 또한 이 기간에 자본주의는 영국의 땅 소유주인 부유한 계층들과 소작농 사이의 관계를 바꿔 봉건 영지에서 생계가 목적이 아닌 시장을 위한 현금 작물의 생산을 야기시켰다. 상업적인 농업의 증가로 인해 생긴 나머지들은 농업의 기계화를 촉발시켰다.

### 산업 혁명
자본주의의 생산성 향상은 보통 산업 혁명 과정에서 19c에 지속적으로 이전과는 유사한 사례가 없는 그 과정에서 시작했다. 약 1760년 영국에서 수공 생산 방식으로 시작해 기계 생산, 새로운 화학 제조 및 철 생산 공정, 수력의 효율 향상, 증기 동력의 이용 증가와 공작기계의 발전, 또한 바이오 연료에서 석탄으로의 변화를 포함했다.

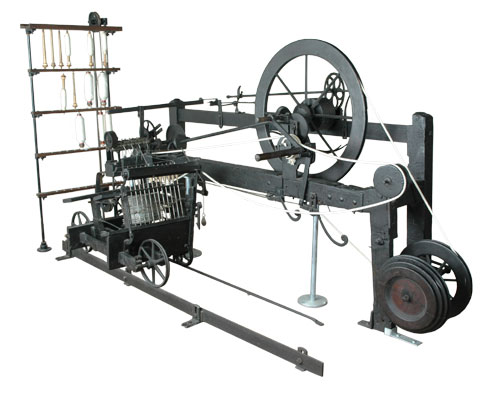
발명가인 Samuel Crompton 이 만든 회전하는 노새.

직물 제조업에서 증기나 물로 구동되는 기계화된 면 방적은 제임스 하그리브스의 방적 제니, 리처드 아크라이트의 물 프레임, 새뮤얼 크럼프턴의 방적 뮬 및 기타 발명품의 적용으로 인해 노동자의 생산량을 약 1000배 증가시켰다. 동력 직기는 노동자의 생산량을 40배 이상 증가시켰다. 목화기는 목화에서 씨앗을 제거하는 생산력을 50배까지 높였다. 양모와 린넨을 방적하고 짜는 것에서도 생산성이 크게 향상됐다. 비록 면화만큼 대단한 것은 아니다.

### 재원

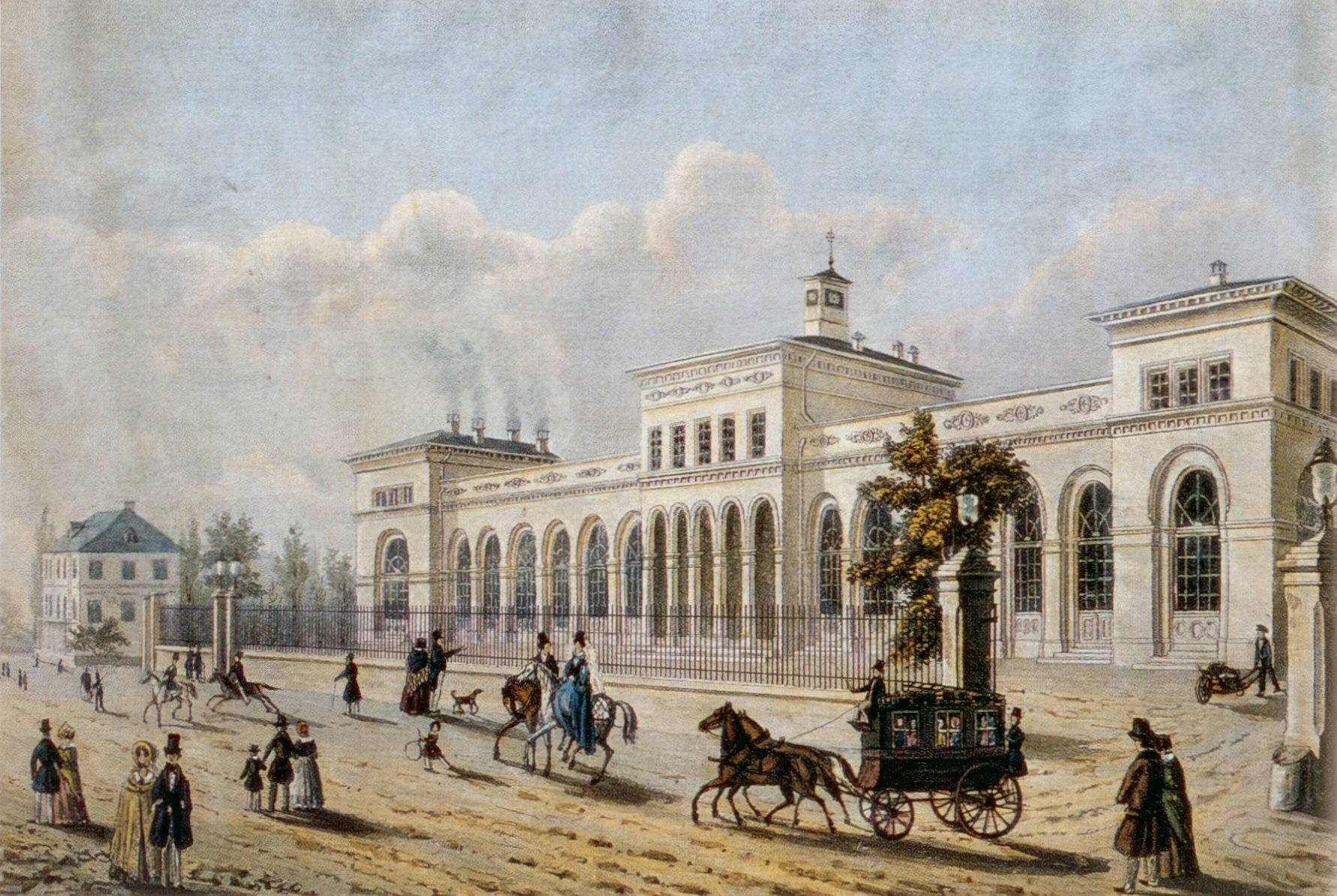
Rothschild 가족은 국제 금융에 혁명을 일으켰다. Taunus 철도 의 프랑크푸르트 종착역은 Rothschilds가 자금을 지원했으며 독일 최초의 철도 중 하나로 1840년에 개통되었다.

영국 산업의 성장은 영국의 금융과 신용 시스템의 동반 성장을 자극했다. 18세기, 은행들이 제공하는 서비스가 증가했다. 결재 시설, 보안 투자, 수표 및 당좌대월 보호가 도입됐다. 수표는 17세기 영국에서 발명됐고, 은행들은 발행 은행에 택배로 직접 지불을 해결했다. 1770년경, 그들은 중앙 장소에서 만나기 시작했고, 19세기에 이르러 은행가의 청산소로 알려진 전용 공간이 설립됐다. 런던 결제소는 각 은행이 현금을 지불한 다음 매일 마지막에 검사관에 의해 현금을 지급하는 방식을 사용했다. 최초의 당좌대월 시설은 1728년 스코틀랜드 왕립은행에 의해 설립됐다.
나폴레옹 전쟁의 종식과 무역의 반등은 1821년 4백만 파운드 미만의 낮은 수준에서 1824년 말까지 1,400만 파운드로 영국 은행이 보유한 금 준비의 확장으로 이어졌다.
19C에는 이전의 혁신적인 기술들이 재정 생활의 일상적인 부분이 됐다. 영국 은행은 17C에 처음 지폐를 발행했지만 그것은 수기로 쓰였고, 수량도 거의 없었다. 1725년 이후, 일부가 인쇄됐지만 계산원은 여전히 각각의 지폐에 서명하고 이름이 붙은 사람에게 지불하도록 만들어야 했다. 1844년, 의회는 중앙 은행과 통화 정책의 기관을 효과적으로 만들면서, 이 지폐들을 금 준비금 과 연결하는 은행 헌장 법을 통과시켰다. 그 노트들은 1855년부터 완전히 인쇄되어 널리 이용할 수 있게 됐다.
국제 무역의 성장은 특히 런던에 있는 은행의 수를 증가시켰다. 이러한 새로운 "상인 은행"은 해상 운송에서 영국의 신흥 지배력으로부터 이익을 얻으면서 무역 성장을 촉진했다. 로스차일드와 베어링스이라는 두 이민자 가족은 18세기 후반에 런던에 상업은행을 설립했고 다음 세기에 세계 은행을 지배하게 됐다. 이 은행들에 의해 축적된 엄청난 부가 곧 많은 관심을 끌었다. 시인 조지 고든 바이런은 1823년에 다음과 같이 썼다. / 보나파르트의 고귀한 용기의 그늘인가? / 유대인 로스차일드와 그의 동료 기독교인 베어링."
은행들의 운영 또한 바뀌었다. 세기 초만 해도 은행업은 여전히 소수의 부유한 가정의 유능한 인물들의 중심이었다. 하지만 수십 년 안에 익명의 주주가 소유하고 전문 경영인이 운영하며 늘어나는 중산층 저축자의 예금을 받는 새로운 종류의 은행이 등장했다. 이러한 종류의 은행들이 새롭게 두각을 나타냈음에도 불구하고, 새로운 것은 아니었다. 퀘이커 가문 바클리즈는 1690년부터 이러한 방식으로 은행업을 해왔다.

### 자유무역과 세계화
프랑스 제1제국이 정점을 찍었을 때, 나폴레옹은 유럽이 경제적으로 자급자족할 수 있는 "대륙 시스템"을 도입해 영국의 무역과 상업력을 낮추려고 했다. 이는 열대 지방에서 수입해야 하는 사탕수수 대신에 사탕무를 먼저 사용하는 것과 같은 전략을 포함했다. 비록 이것이 영국의 사업가들은 평화를 강요하기도 했으나, 영국은 어느 정도 산업 혁명을 이미 충분히 이뤄놓은 상태였으므로 계속 저항하기로 결정했다. 전쟁은 일부 산업, 예를 들어 1788년 68,000톤에서 1806년 244,000톤으로 증가한 철광석 생산과 같은 산업의 성장을 촉진하는 영향을 미쳤다.

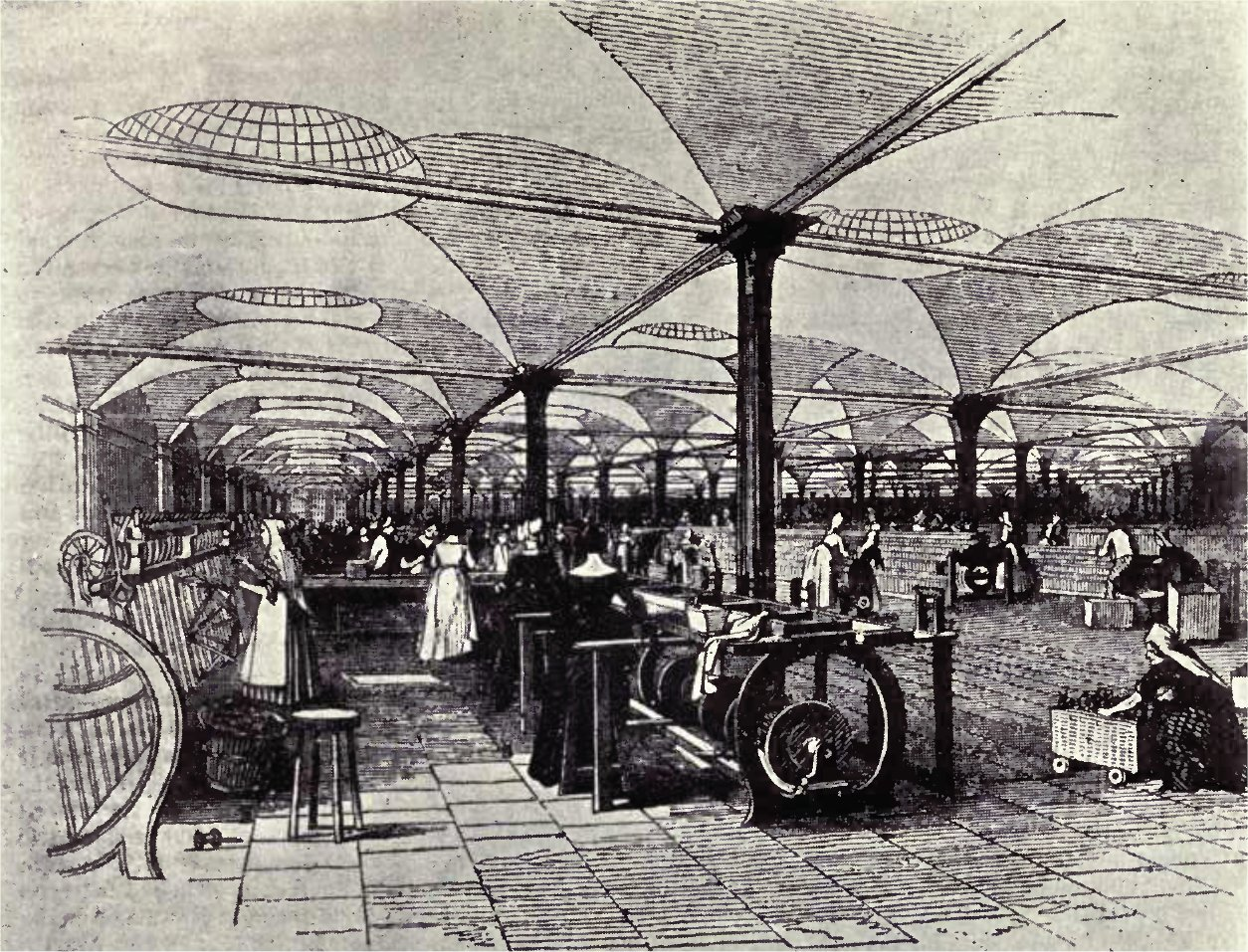
19세기 영국은 뛰어난 제조 기술과 증기선 및 철도 와 같은 향상된 글로벌 통신으로 인해 최초의 세계 경제 초강대국이 되었다.

1817년 데이비드 리카도, 제임스 밀, 로버트 토렌스는 비교 우위의 유명한 이론에서 자유 무역이 강자뿐만 아니라 산업적으로 약한 사람들에게도 이익이 될 것이라고 주장했다. '정치경제학과 조세의 원리'에서 여전히 경제학에서 가장 직관적이지 않은 것으로 여겨지는 교리를 발전시켰다.
비효율적인 생산자가 자신이 가장 잘 생산하는 상품을 더 효율적으로 생산할 수 있는 국가로 보낼 때 두 국가 모두 이익을 얻는다.
19세기 중반까지 영국은 자유 무역의 개념에 확고하게 집착했고, 세계화의 첫 번째 시대가 시작됐다. 1840년대에 곡물법 과 항해법이 폐지됐고, 자유 무역의 새로운 시대를 열었다. 애덤 스미스 와 데이비드 리카도가 이끄는 고전적인 정치 경제학자들의 가르침에 따라, 영국은 자유주의를 받아들얐고, 경쟁과 시장 경제의 발전을 장려했다.
산업화는 갑작스러운 인구 증가가 상품에 대한 지속적인 수요를 만드는 동안, 경제적 규모의 좋은 점을 이용해 가정용 제품을 저렴한 가격으로 만들 수 있게 했다. 19세기 제국주의는 이 시기에 세계화를 결정적으로 갖췄다. 제1차 아편 전쟁 및 2차 아편 전쟁과 영국의 인도 정복 이후, 이 지역의 많은 사람들은 유럽 수출품을 사게 됐다. 이 기간 동안, 사하라 사막 이남의 아프리카 지역과 태평양 제도가 세계 체제에 편입됐다. 한편, 유럽의 신대륙 정복, 특히 사하라 사막 이남 아프리카의 정복은 고무, 다이아몬드, 석탄과 같은 귀중한 천연 자원을 산출했고 유럽 제국주의 간의 무역과 투자를 촉발시켰으며, 그들의 식민지와 미국 사이의 투자를 견인했다.

시기

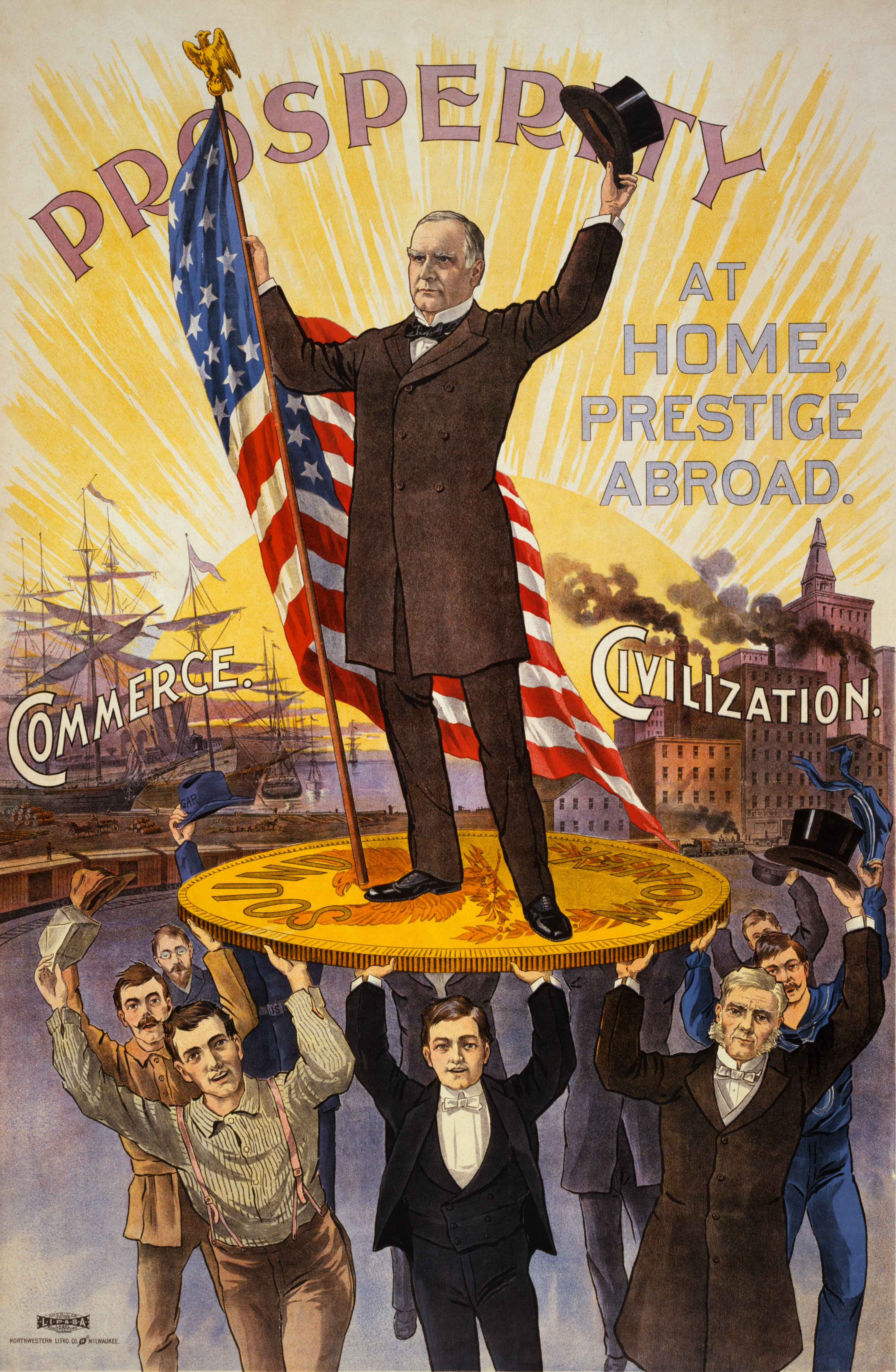
금본위제는 1870년부터 1914년까지 국제 경제의 금융 기반을 형성했다.

| “ | The inhabitant of London could order by telephone, sipping his morning tea, the various products of the whole earth, and reasonably expect their early delivery upon his doorstep. Militarism and imperialism of racial and cultural rivalries were little more than the amusements of his daily newspaper. What an extraordinary episode in the economic progress of man was that age which came to an end in August 1914. | ” |

이 시기 동안 세계 금융 체제는 대부분 금 본위제과 연관이 있었다. 영국은 1821년에 이 표준을 공식적으로 채택했다. 이어서 1853년 캐나다, 1865년 뉴펀들랜드, 1873년 미국과 독일이 그 뒤를 이었다. 전보, 대서양 해저 케이블, 무선 전화, 중기선, 철도운송와 같은 새로운 기술들은 상품과 정보가 전 세계로 움직일 수 있는 전례 없는 정도로 성장하게 했다.
1861년 미국은 내전의 발생과 국제 무역에 대한 항구의 폐쇄는 랭커셔주 기계를 통한 주 면화의 공급이 중단됐다. 미국 내전이 진행되는 동안 섬유 산업은 아프리카와 아시아의 면화에 의존하게 됐다. 이는 영불 국가를 제어하는 수에즈 반도를 통과하는 운하에 대한 압박이 일게 했다. 수에즈 운하는 1869년에 개통됐고, 같은 해에 북미 대륙을 가로지르는 중앙 태평양 철도가 완성됐다. 자본주의와 이윤의 엔진은 지구를 더 작은 곳으로 만들었다.

## 20 세기
20세기 초, 자본주의에 대한 여러 혼란스러운 상황이 나타났다. 1917년 러시아 혁명은 세계 최초로 지배적인 공산주의 정당을 가진 국가를 결성했다. 10년 후의 대공황은 기존 자본주의 시스템에 대한 비판을 증가시켰다. 대공황에 대한 반응 첫 번째는 국가 자본주의를 주장하는 파시즘으로 돌아가는 것이었다. 두 번째 반응은 공산주의나 민주적 사회주의 이데아를 선호하는 자본주의를 완전히 받아들이지 않는 것이었다.

### 케인즈주의와 자유시장

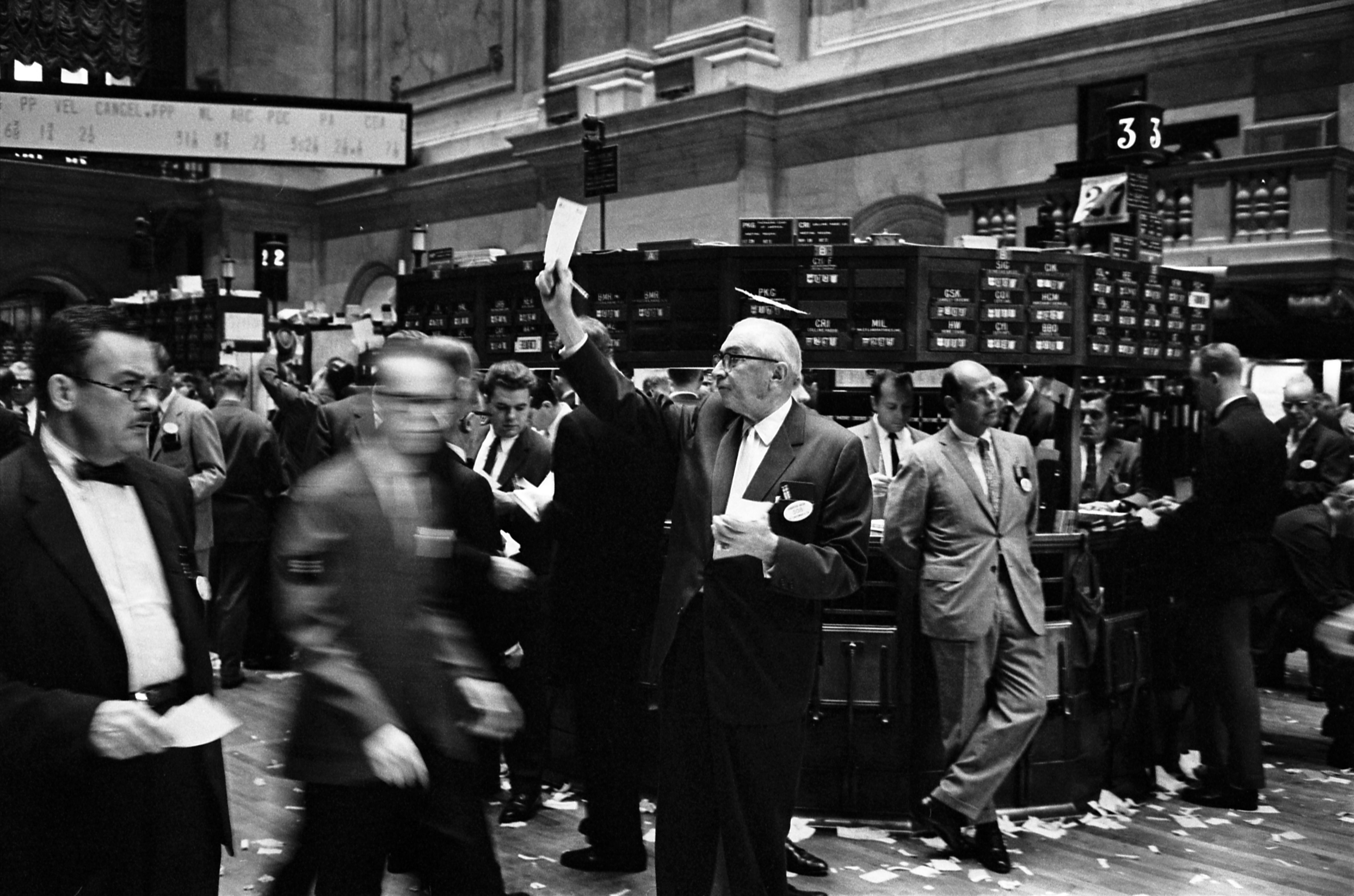
뉴욕 증권 거래소 트레이더즈 플로어 (1963)

대공황 그리고 제2차 세계대전 이후(역사적 기준으로 볼 때 이례적으로 빠른 성장의 시기) 세계 주요 자본주의 경제 회복은 자본주의의 극단적인 쇠퇴 또는 소멸에 대한 논쟁을 완화시켰다. 국가는 전 세계 많은 지역에서 자본주의 시스템을 이완하고 단속하기 위해 점진적으로 더 중요한 역할을 하기 시작했다.
케인스 경제학은 정부 제제의 방법으로 너그럽게 받아들여졌고 영국과 같은 나라들은 국가가 특정 주요 산업을 소유하고 운영하는 혼합 경제를에 대해 실험했다.
또한 주 정부는 미국에서 영향력이 커졌다. 1929년에는 총 정부 지출이 국민 총소득(GNP)의 1/10 미만이었지만, 1970년대부터 약 3분의 1정도 됐다. 이와 유사한 증가는 산업화된 자본주의 경제에서 보였으며, 프랑스와 같은 일부 국가에 대해 미국의 국민 총소득 대비 정부 지출 비율이 월등히 더 높았다.
포스트 탈공업 사회와 복지국가의 개념을 포함해 사회과학의 광범위한 새로운 분석 도구가 그 시대의 사회 및 경제적 추세를 설명할 목적으로 나왔다.
오랜 전후의 호황은 1973년 석유 위기 이후 경제 위기 속 1970년대에 결론이 났다. 1970년대의 "스태그플레이션"은 특히 프리드리히 하이에크와 밀턴 프리드먼의 영향 아래서, 19세기의 자유방임 자본주의와 고전적 자유주의에서 영감을 받은 시장 중심의 신자유주의의 정책 처방을 받아들일 수 있도록 많은 경제 평론가와 정치인들을 이끌었다.
케인스주의에 대한 이론적 대안은 자유방임주의보다 호환성이 높았으며 경제의 신속한 확장을 강조했다. 시장 중심의 해결책은 특히 1980년대 미국의 로널드 레이건과 영국의 마거릿 대처처럼 서방 세계에서 점점 더 많은 지지를 받았다. 대중과 정치적 관심은 케인스의 경영 자본주의의 소위 집단주의적 우려에서 "재시장화된 자본주의"로의 개인 선택에 초점을 맞추기 시작했다.
정치경제학자 클라라 E. 마테이는 2차 세계대전 이후 30년 동안 전후 경제호황을 누렸다고 한다. 그는 현대 자본주의 역사에서 비정상적인 존재였다. 또한 절감 정책이 1970년대부터 시작된 신자유주의 시대의 등장에서 비롯된 것이 아니라 "자본주의의 기축이 되어 왔다"고 썼다.

### 세계화

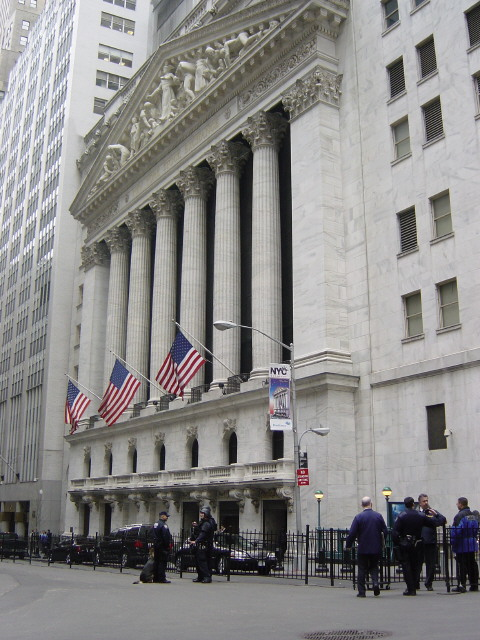
뉴욕 증권 거래소.

비록 해외 무역이 5백년 이상 자본주의의 발전과 연관돼 있지만, 몇몇 사상가들은 세계화와 관련된 많은 경향들이 20c 후반 이후로 사람과 자본의 이동성을 증가시킬 목적으로 등장했다고 주장한다. 비자본주의적 개발 모형을 선택할 때, 국가의 기동 가능성을 제한하려고 결합하는 것이다. 오늘날, 이러한 경향은 자본주의를 세계 체제(번햄)로 봐야 한다는 주장을 심화시켰다. 하지만 다른 사상가들은 세계화가 양적 정도에서도 자본주의 상업의 초기보다 더 큰 것이 아니라고 한다.
1971년 브레튼우즈 시스템의 단념과 엄격한 환율의 통제 후, 외환 거래의 총 가치는 상품과 서비스의 모든 해외로의 이동이 적어도 이십배 더 큰 것으로 보인다. 일부에선 국가 통제 범위를 넘어섰다고 판단하는 금융의 국제화와 대기업이 저임금 사업장으로 이전할 수 있는 용이성이 합쳐지면서 자본의 '세계화' 증가로 인한 국가 주권의 '이클립스'에 대한 의문이 나타났다.
경제학자들은 일반적으로 전 세계적인 소득 불평등의 규모에 대해 합의하지만 , 최근의 변화 방향에 대해서는 일반적인 합의가 없다. 소득 불평등이 증가하고 있는 중국과 같은 경우, 자본주의 개혁으로 인해 전반적인 경제 성장이 급격히 증가한 것도 분명하다. 자유주의적인 생각을 가진 시민의 연구소인 케이토 연구소에서 출판된 "세계의 개선된 상태"라는 책은 산업 혁명 이후 경제 성장이 매우 강하게 일어나며 적절한 영양, 기대 수명, 영아 사망률, 글쓰기 능력, 아동 노동, 교육, 여가시간 등의 요소들이 크게 개선되었다고 주장한다. 그러나 스티븐 호킹 국제통화기금(IMF)의 연구원들을 포함한 일부 학자들은, 세계화와 신자유주의 경제 정책은 불평등과 가난을 완화시키지 않고, 오히려 악화시키고 현대판 노예제를 만들어내고 있다고 주장한다. 이러한 정책은 이동민, 실직자 및 수감자 환경파괴 와 종의 멸종을 가속화하고 있다. 2017년 IMF는 최근 몇십 년 간 급격하게 국가 내 불평등이 증가했으며, 이것이 경제 성장을 위협하고 더 큰 정치적인 양극화로 이어질 수 있다는 경고를 발표했다. 경제 위기 이후 급격한 소득 불평등과 그로 인한 분노는 서구 세계 전반에 사회주의 및 민족주의적인 생각의 부활을 초래했으며, 실리콘 밸리, 다보스, 하버드 경영대학원을 비롯한 일부 경제 귀족들이 자본주의의 미래에 대해 우려하고 있다.
게리 거슬과 프리츠 바텔 학자에 따르면, 냉전의 끝과 신자유주의 금융 자본주의가 지배 시스템으로 등장하면서 자본주의는 1914년 이후 볼 수 없는 방법으로 진정한 세계적인 규율이 됐다. 경제학자 라디카 데사이는 1914년이 자본주의 시스템의 절정기였다는 점에 동의하면서도 자본주의를 다시 최고로 회복시키려는 신자유주의적 개혁이 세상에 불평등, 분열된 사회, 경제적 위기와 불행 시스템이 "경제적 무게와 세계 영향력 측면에서 기반을 잃고 있으며" "국제적 힘의 균형이... 자본주의에서 현저하게 멀어지고 있다"는 것을 보여주는 부진한 성장과 함께 의미 있는 정치다. 거슬은 신자유주의 시대의 황혼기에 "정치적 무질서와 기능 장애가 지배한다"고 주장하고 미국과 세계에 가장 중요한 질문은 다음에 올 것이라고 가정한다.

## 21 세기
21세기 초에는 자본주의적 요소를 가진 혼합 경제는 전 세계적으로 만연한 경제 시스템이 됐다. 1991년 소련 블록의 해체는 대안적인 경제 체제로서의 사회주의의 영향력을 현저하게 감소시켰다. 좌파 운동은 여전히 세계 일부 지역, 특히 라틴 아메리카 볼리바리안주의 볼리바리안주의에서 계속 영향력을 발휘하고 있다. 일부는 볼리비아 베네수엘라 와 쿠바 연계와 같은 보다 전통적인 반자본주의 운동과 관련이 있다.
다양한 신흥 시장에서는 은행과 금융 자본의 영향력이 점진적으로 국가적 개발 전략을 만들고 있으며, 이로 인해 일부는 금융 자본주의의 새로운 단계에 접어들었다고 주장한다.
2007-2010년 금융 위기 후 전 세계적인 자본시장에서 국가의 개입은 일부 사람들에게 자유 시장 자본주의의 위험을 알리는 것으로 인식됐다. 부분적으로는 서브프라임 모기지 사태로 인한 은행 체제과 금융 시장에서의 급박한 동요는 2008년 9월, 심각한 신용시장 유동성의 급격한 축소로 나타나, 투자 은행 및 기타 기관에 존재론적 위협이 가했다.

## 미래
어떤 사람들은, 정보 사회로의 전환은 대중에게 정보 생산과 처리에 필요한 "자본"이 이용 가능해지고 통제하기 어려워짐에 따라 논란이 되고 있는 지적 재산권 문제와 밀접한 관련이 있어 자본주의의 일부를 포기하는 것을 포함한다. 일부 사람들은 심지어 성숙한 나노기술, 특히 보편적 조립자의 발전으로 자본이 인류의 경제적 삶에서 중요한 요소가 되는 것을 멈추면서 자본주의를 쓸모없게 만들 수 있다고 추측한다. 밥 아바키안, 폴 메이슨, 리처드 D 및 "부유함에 대한 과학자들의 경고"에 기여한 사람들과 같은 다양한 사상가들은 자본주의를 대체할 경제 체제의 종류에 대해 탐구했다.

## 여성의 역할
여성 역사학들은 자본주의가 여성의 지위에 미치는 경향성을 논쟁해왔다. 앨리스 클락은 자본주의가 17C 영국에 도입되면서 경제적인 중요성의 많은 부분을 잃은 여성의 지위가 약화됐다고 말한다. 클락은 16C 영국에서 여성들이 산업과 농업의 많은 측면에서 참여했다고 주장한다. 가정은 생산의 중심 단위였고, 여성들은 농장을 운영하고 일부 상업과 토지 소유지에서 주요 역할을 했다. 그들의 유용한 경제적 역할은 남편과의 동등함을 제공했다. 클락은 17C 자본주의가 커지면서 남편이 집 밖에서 돈을 받는 근로자로 일하는 동안, 아내는 돈을 받지 않는 가사일에 머물게 됐다고 한다. 중산층 여성들은 하인을 감독하며 한가한 가정 생활에 한정됐고, 하위 계층의 여성들은 돈을 적게 받는 일자리를 해야만 했다. 그러므로, 자본주의는 여성에게 부정적인 영향을 미쳤다. 이와 대비하여 아이비 펀치백은 자본주의가 여성 해방의 조건을 만들었다고 주장한다. 틸리와 스콧은 여성의 연속성과 지위를 강조하며, 유럽 역사에서 3가지 단계를 발견했다. 산업화 이전 시대에 생산은 대부분 가정에서 이뤄졌고 여성은 가정용 제품을 많이 생산했다. 2단계는 초기 산업화의 "가족 임금 경제"였다. 온 구성원이 남편, 아내, 그리고 나이 많은 아이들을 포함한 가족의 임금에 의존하게 됐다. 3단계, 즉 현대의 단계는 "가족 소비 경제"이며, 가족이 소비의 현장이 됐고 여성들은 대규모 소매업과 사무직에 근로하며 소비 수준의 상승을 만들었다.

## 같이 보기
- 브레너 논쟁
- 자본주의와 이슬람
- 자본주의 생산 방식
- 인클로저 와 영국 농업 혁명
- 페르낭 브로델
- 2007~2008년 금융 위기
- 자본주의 이론의 역사
- 세계화의 역사
- 사모펀드와 벤처캐피털의 역사
- 자본의 원시적 축적
- 개신교 직업 윤리
- 단순 상품 생산